# Route nationale 79B (Roumanie)
La DN79B (en roumain : Drumul Național 79B) est une route nationale roumaine du județ de Bihor, reliant la commune de Salonta à la frontière avec la Hongrie.